# Bessie à Broadway
Pour les articles homonymes, voir Bessie (homonymie).
Pour plus de détails, voir Fiche technique et Distribution.
Bessie à Broadway (The Matinee Idol) est un film américain réalisé par Frank Capra, sorti en 1928.

## Synopsis
Don Wilson est un fameux acteur de Broadway. Exténué par son "one man show", il se repose un week-end à la campagne. Il tombe en panne précisément là où se produisent les Bolivar, troupe itinérante qui présente un modeste spectacle.

## Fiche technique
- Titre original : The Matinee Idol
- Titre français : Bessie à Broadway
- Réalisation : Frank Capra
- Scénario : Elmer Harris, d'après une histoire originale de Robert Lord et Ernest Pagano
- Continuité : Peter Milne
- Direction artistique : Robert E. Lee
- Photographie : Philip Tannura
- Montage : Arthur Roberts
- Production : Harry Cohn, Frank Capra
- Société de production : Columbia Pictures
- Société de distribution : Columbia Pictures
- Pays de production :  États-Unis
- Langue originale : anglais
- Format : noir et blanc — 35 mm — 1,37:1 — Film muet
- Genre : Comédie dramatique
- Durée : 66 minutes
- Date de sortie :
  - États-Unis :14 mars 1928

## Distribution
- Bessie Love : Ginger Bolivar
- Johnnie Walker : Don Wilson
- Ernest Hilliard : Arnold Wingate
- Lionel Belmore : Jasper Bolivar
- David Mir : Eric Barrymaine
- Joe Bordeaux : l'acteur qui auditionne (non crédité)

## Autour du film
Ce film est l'un des nombreux films longtemps considérés comme perdus. Bessie à Broadway a été retrouvé en 1994 dans les caves de la Cinémathèque française et restauré pour une sortie en DVD.
Le film a fait l'objet d'un remake en 1936 : La Musique vient par ici (The Music Goes 'Round) par Victor Schertzinger.